# Batalla de Lutecia (52 a. C.)
La batalla de Lutecia fue una victoria de los romanos de Tito Labieno a una coalición gala al mando de Camulógeno para controlar Lutecia, antecesora de la actual París, en el 52 a. C.
Mientras Julio César estaba ocupado en Gergovia con seis legiones, su lugarteniente Labieno fue enviado con otras 4 a someter a los parisios y senones. Tras tomar el oppidum de Metiosedum o Melodunum (actual Melun), los romanos cruzaron el río Sena pero amenazados por un gran ejército de belovacos deciden volver a traspasarlo para reunirse con su comandante en Agedincum pero los galos bloquearon su camino para impedirle retroceder. Labieno deja cinco cohortes defendiendo el campamento mientras con tres legiones cruza el río en canoas de noche.
Labieno tomó por sorpresa a los exploradores enemigos. Camulógeno reunió a sus fuerzas, envió una pequeña parte a Metiosedum y con el resto salió a enfrentar a los romanos. En el combate decisivo las primeras filas galas son destrozadas por los pilum romanos pero finalmente logran plantar cara a la Legio VII (ala derecha) y legio XII (izquierda). La lucha era incierta hasta que los tribunos militares de la VII lograron atacar por la retaguardia a los galos de su sector para masacrarlos. Entonces la reserva enemiga intervino, tomó una colina pero fue demasiado tarde y fue incapaz de retenerla cuando los romanos cargaron en su contra y se retiró. Labieno envió a sus jinetes a perseguir sin piedad a los fugitivos y volvió a Agedincum para unirse a César con todas sus fuerzas.